# 妖怪画談
『妖怪画談』（ようかいがだん）は、岩波書店（岩波新書）から出版された水木しげるによる妖怪の解説書および画集。1992年に初のオールカラー新書としてベストセラーとなり、1996年までにシリーズ4作が出版。1994年にはアニメ版も発売された。本項ではシリーズ全般についても触れる。

## 概要
『妖怪画談』は水木しげるの妖怪画が初めてオールカラーで収録された書籍であり、岩波新書としても初めての試みで画期的なものであった。ベストセラーとなった本書はトーハン発表の「1992年年間ベストセラー」新書・ノンフィクション部門で7位を記録する。岩波新書編集部によれば「目に見えない世界への年齢を超えた潜在的な関心が、新書初のオールカラーとうまくマッチした」と分析している。また、本書はそれまでの岩波新書のイメージを大きく覆し、新たな読者を獲得する役割を果たしたと評されている。
各シリーズの内容としては、『妖怪画談』（正・続）では日本各地の妖怪から黄泉の国などの異界、民俗信仰の神々など水木の関心の広がりをうかがわせ、解説は自身の体験談を交えたものが多い。また、続編では河童、中国の妖怪、朝鮮のあの世、鬼太郎画報など内容は多岐に渡る。『幽霊画談』は主に古今東西の幽霊譚や火の玉、霊に属する妖怪などが描かれている。水木はあとがきの中で、妖怪も神々も精霊も幽霊もみな同じ霊であるという持論から生まれた本だと述べている。『妖精画談』はヨーロッパの伝説にまつわるものや民俗信仰の妖精が描かれ、日本の妖怪との比較を交えた解説がされている。本書は特にキャサリン・ブリッグズと井村君江の著書を参考にしており、交流のあった井村のあとがきも掲載されている。その後、2002年には『妖怪画談』（正・続）を増補・再編集したA5判ハードカバーの『愛蔵版 妖怪画談』が出版された。
水木は本シリーズについて、入隊前から岩波文庫の『ゲーテとの対話』を愛読していたことから、青春の読書でお世話になった岩波書店からの出版を誇らしいと回想している。また、水木の妻・布枝によると本書が出版されたころから、水木は「妖怪研究者」として色々な文化人から交流を求められるようになったという。

## シリーズ一覧
- 『カラー版 妖怪画談』、1992年7月、ISBN 4-00-430238-2
- 『カラー版 続 妖怪画談』、1993年6月、ISBN 4-00-430288-9
- 『カラー版 幽霊画談』、1994年6月、ISBN 4-00-430342-7
- 『カラー版 妖精画談』、1996年7月、ISBN 4-00-430455-5
- 『愛蔵版 妖怪画談』、2002年3月、ISBN 4-00-002395-0

## アニメ版
1話完結形式で妖怪の物語を映像化したオリジナルビデオアニメーション。水木しげる自身も出演している。1994年に日本コロムビアからビデオ版、LD版が同時発売。現在はDVD版が発売されている。

### スタッフ・キャスト
- 原作・監修・出演：水木しげる
- 企画：日本コロムビア
- プロデューサー：高山雅治、高見正人
- 監督：平田敏夫
- 演出：棚橋一徳
- 音響監督：山田悦司
- 原画：椛島義夫、大武正枝、梶山聡、葛岡博、鈴木欽一郎、香川浩、完甘美也子、歌笛タケル、古宇田文夫
- 動画：夢弦館、宮林英子、香川節子、小崎弘志、金子勝典、虫プロダクション
- 背景：龍池昇、田中資幸、市原美恵子、石橋修一、藤井のり子、スタジオ風雅
- 色指定：後藤恵子
- 特効：榊原豊彦
- 仕上げ：ライフワーク、鈴城留美子、小林弘美、古橋俊彦、横田こずえ、山本加代子、吉川和子、前川佐由里、藤井ますみ、アイ・ワークス、倉地智子、武田裕子、島岡香織、市岡孝毅
- 撮影：すたじおあどりぶ、小澤次雄、山崎真由実、山本琢磨
- 編集：井上編集室
- タイトル：マキ・プロ
- 現像所：イマジカ
- MA：RVC、豊田浩
- 音響効果：音塾
- 選曲：金丸孝彦
- 録音制作：水野事務所
- 制作担当：河内藤江
- 製作：タカハシスタジオ、日本コロムビア
- 語り：山寺宏一
- 声の出演：中田和宏、桜井敏治、かないみか、阿部道子

### 商品一覧
- VHS
  - 水木しげるのビデオ版 妖怪画談/鬼太郎誕生編、1994年3月、COVC-4336
  - 水木しげるのビデオ版 妖怪画談/妖怪大戦争編、1994年3月、COVC-4337

- LD
  - 水木しげるのLD版 妖怪画談、1994年3月、COLC-3100

- DVD
  - 水木しげるのDVD版 妖怪画談、1998年6月、COBC-4015
  - 水木しげる 妖怪画談、2005年3月、COBC-4393
  - 水木しげる 妖怪画談、2010年11月、COBC-5851